# کلاژ

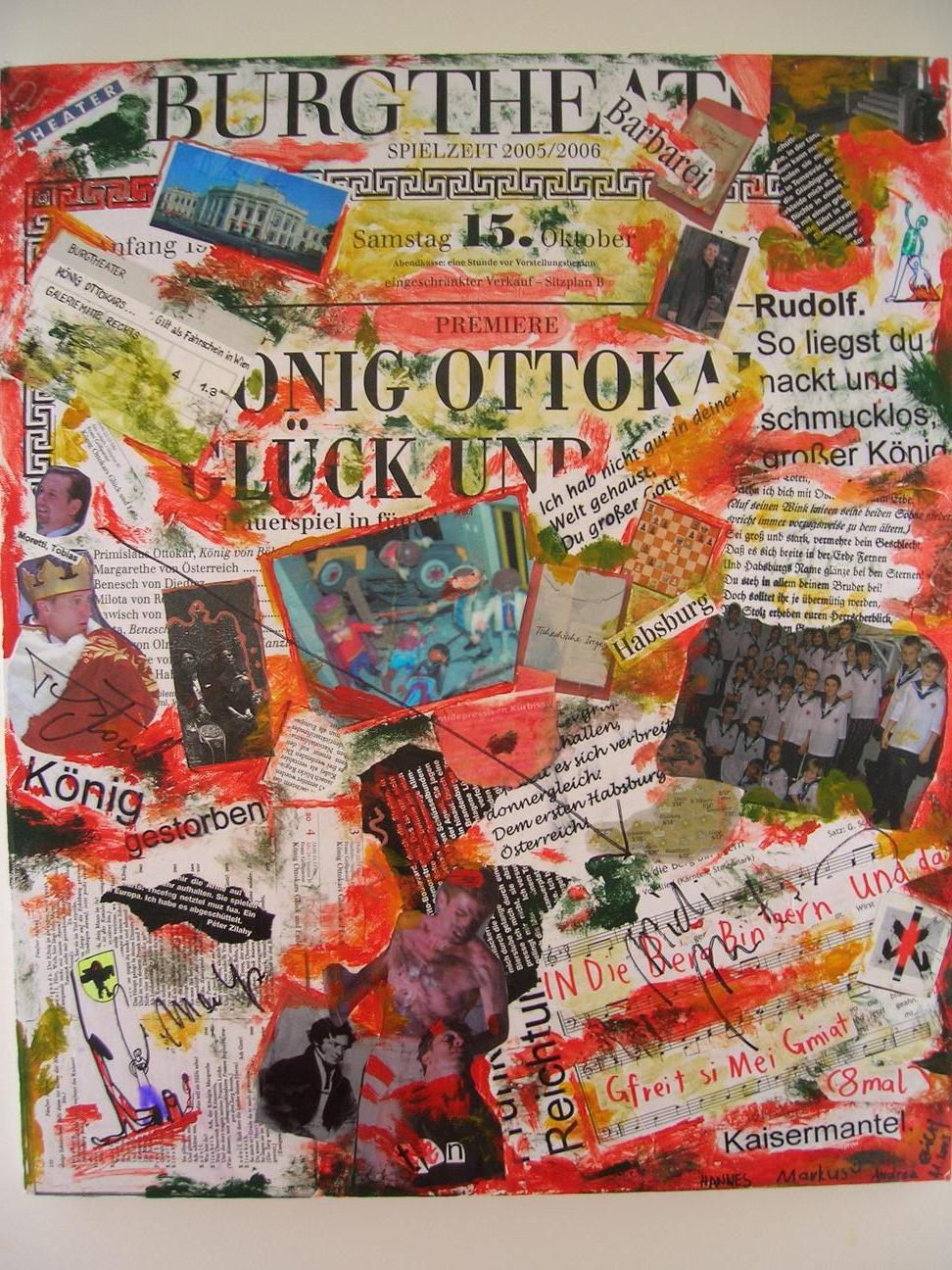
تکه‌چسبانی خلق شده با استفاده از بریده‌های روزنامه و تصاویر

چسبانه‌کاری یا تکه‌چسبانی یا کلاژ (به فرانسوی: Collage، از ریشهٔ coller به معنای چسباندن) نام تکنیکی در هنرهای بصری و نیز نام اثر هنریِ ساخته شده به وسیلهٔ این تکنیک است. در این روش مواد و چیزهای گوناگونی مانند تکه‌های روزنامه، کاغذهای رنگی، مقوا، پارچه، عکس، اشیای دورریختنی و جز اینها را بر روی یک سطح صاف مانند بوم، تخته یا مقوا می‌چسبانند تا یک ترکیب جدید به وجود آورند. گاهی نیز با طراحی یا نقاشی آن را تکمیل می‌کنند.
تکنیک چسباندن عکس یا تکه‌های عکس برای ایجاد یک ترکیب جدید فوتوکلاژ یا فتومونتاژ نامیده می‌شود. انواعی از تکه‌چسبانی هم وجود دارد که شامل مواد دارای حجم مانند تکه‌های چوب، ظروف شکسته، دکمه، پیچ و مهره یا هرچیز سه‌بعدی دیگر بر روی یک سطح می‌شود.
اصطلاح «کلاژ» را اول بار نقاشان سبک کوبیسم ژرژ براک و پابلو پیکاسو در آغاز قرن بیستم ابداع کردند. پس از آن نقاشان کوبیست، دادائیست و سوررئالیست این تکنیک را به کار می‌گرفتند. هانری ماتیس، کازیمیر ماله‌ویچ، دیوید هاکنی و بسیاری هنرمندان دیگر نیز آثاری را با این روش خلق کرده‌اند.

## پیشینه

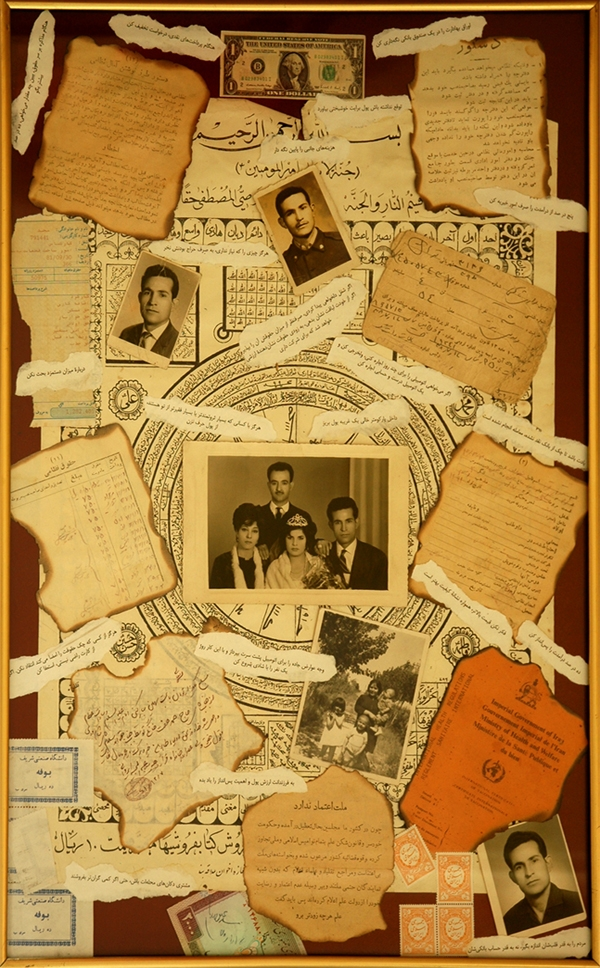
تکه‌چسبانی خلق شده با استفاده از عکس‌ها و مدارک قدیمی

این تکنیک ابتدا در زمان اختراع کاغذ در چین در حدود سال ۲۰۰ پیش از میلاد به کار رفته‌است. اما تا قرن دهم میلادی که توسط خوشنویسان ژاپنی به کار گرفته شد، عدهٔ زیادی از مردم از آن استفاده نمی‌کردند. تکه‌چسبانی در قرن سیزدهم میلادی به اروپای قرون وسطا رسید. ورقه‌های طلا در کلیساهای سبک گوتیک قرن پانزده و شانزده به کار گرفته شدند. سنگهای قیمتی و فلزات گرانبها در ساخت تصاویر مذهبی، شمایلها و نیز نشانها (نقوش پرچمی) استفاده شدند. یک مثال قرن هجدهمی از تکه‌چسبانی را می‌توان در کارهای هنرمند بریتانیایی ماری دیلِینی دید.
در قرن نوزدهم روشهای تکه‌چسبانی همچنین در ساخت یادگاریهایی مانند آلبوم عکس و نیز کتابها به کار گرفته شد. بسیاری آغاز به‌کارگیری تکه‌چسبانی را به پیکاسو و براک در سال ۱۹۱۲ نسبت داده‌اند، با وجود این با توجه به فوتوکلاژهای دوره ویکتوریا، می‌توان گفت که روشهای تکه‌چسبانی در اوایل دههٔ شصت قرن نوزدهم میلادی مورد استفاده بوده‌است. البته بسیاری افراد این دسته از کارها را تنها به عنوان یادگاری و سرگرمی می‌شناسند.

## تکه‌چسبانی ونوگرایی
پیشینهٔ تکه‌چسبانی را می‌توان تا صدها سال پیش دنبال کرد، اما ظهور دوبارهٔ این تکنیک به عنوان یک فرم هنری جدید در اوایل قرن بیستم میلادی اتفاق افتاد و به یکی از تکنیکهای محبوب هنرمندان نوگرا تبدیل شد. برخی صاحب‌نظران هنر بر این عقیده‌اند که باوجود استفادهٔ روشهای کلاژ مانند تا پیش از قرن بیستم، تکه‌چسبانی به واقع تا سالهای پس از ۱۹۰۰ و همزمان با نخستین مراحل نوگرایی (مدرنیسم) شکل نگرفت.
به عنوان مثال، براساس واژه‌نامهٔ آنلاین موزه گوگنهایم نیویورک، تکه‌چسبانی یک مفهوم هنری وابسته به آغاز پدیدهٔ مدرنیسم و مستلزم چیزی بسیار بیشتر از صرف چسباندن چیزی بر روی چیز دیگر است. تکه‌های چسبانده‌شده‌ای که براک و پیکاسو بر روی بومهای خود اضافه کردند، نگاهی تازه را به نقاشی مطرح می‌کنند، هنگامی که این تکه‌ها «با مسطح بودن صفحهٔ نقاشی در تضاد قرار می‌گیرند.»
در این دیدگاه کلاژ بخشی از روندِ روشمند بررسی مجدد رابطهٔ میان نقاشی و مجسمه‌سازی است و این کارهای جدید (بنا بر مقالهٔ گوگنهایم) «به هر یک از این دو رسانه بخشهایی از ویژگیهای دیگری را می‌بخشند.» علاوه بر این، این تکه‌های روزنامهٔ چسبانده‌شده پاره‌هایی از مفاهیم بیرونی را به این رویارویی می‌افزایند: «اشاره‌هایی به رویدادهای جاری مانند جنگ‌های بالکان یا به فرهنگ رایج، که محتوای هنر آنان را غنی‌تر می‌کند.» این همجواریِ نشانه‌ها موضوعی اساسی در ایده‌ای بود که در پسِ تکنیک تکه‌چسبانی قرار داشت: «تأکید بر مفهوم و روند کار به جای محصول نهایی، کلاژ یک ناهمگونی را به وسیلهٔ چیزهایی معمولی به یک هم‌آمیزی معنادار تبدیل کرده‌است.»

## نگارخانه

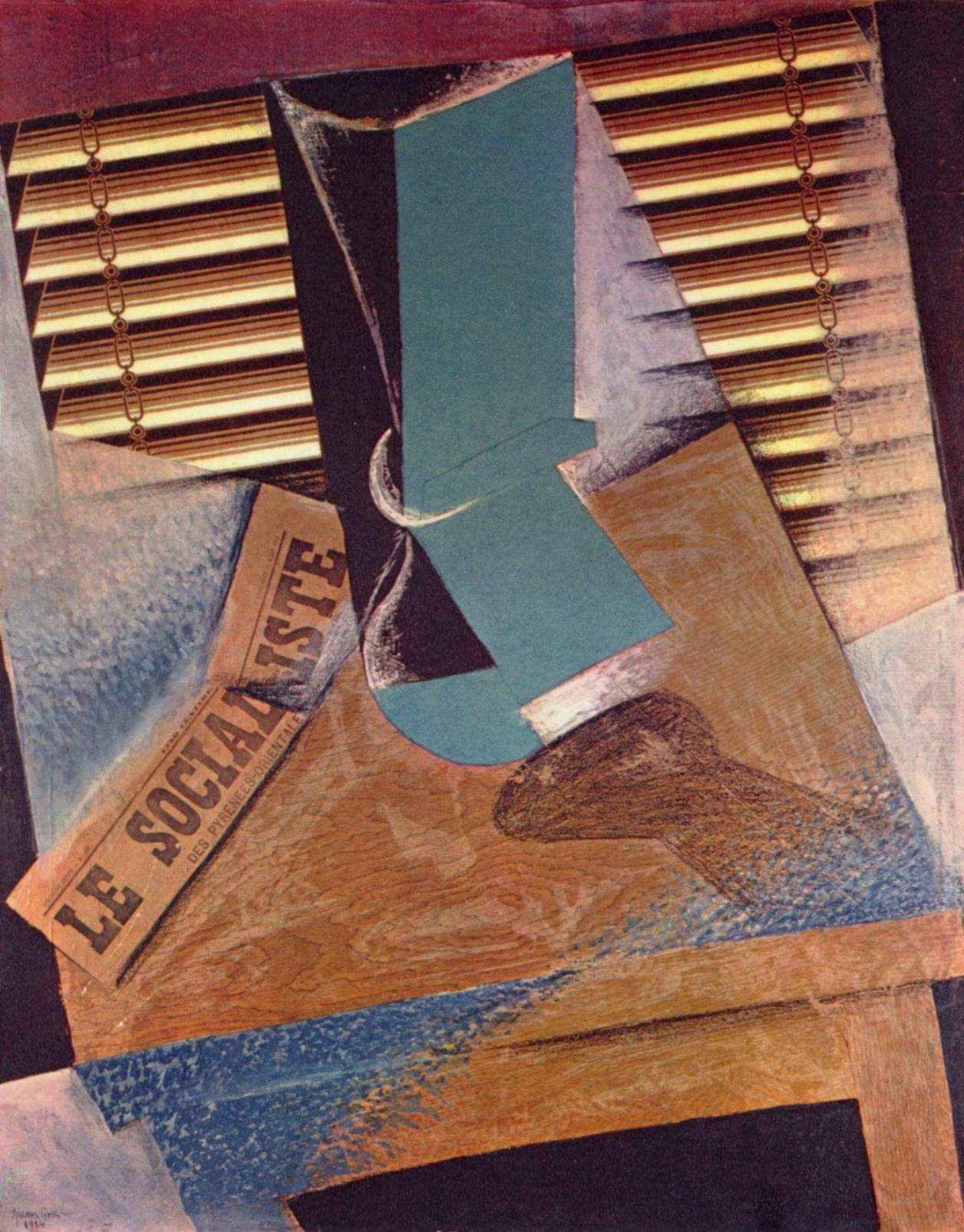
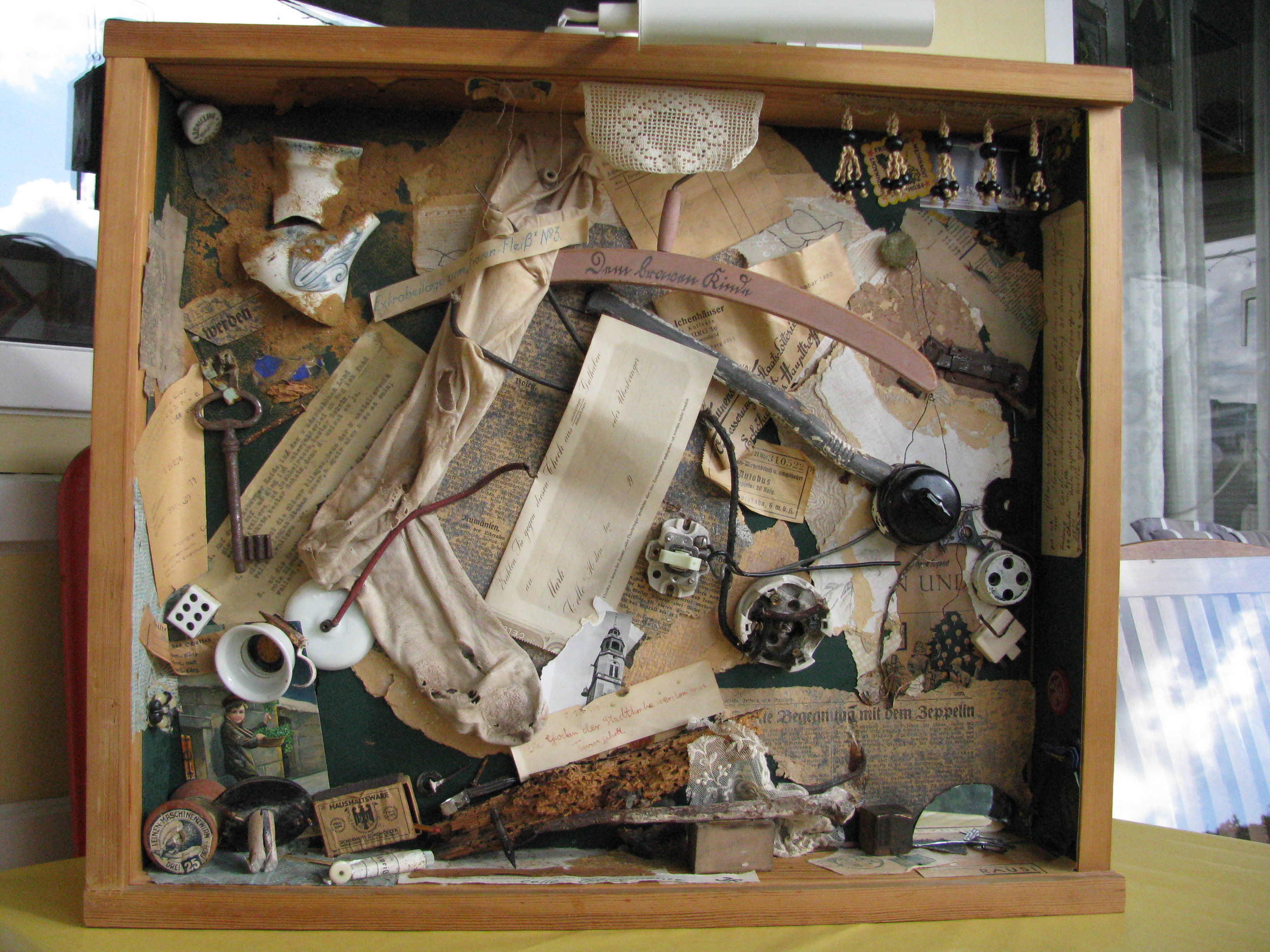
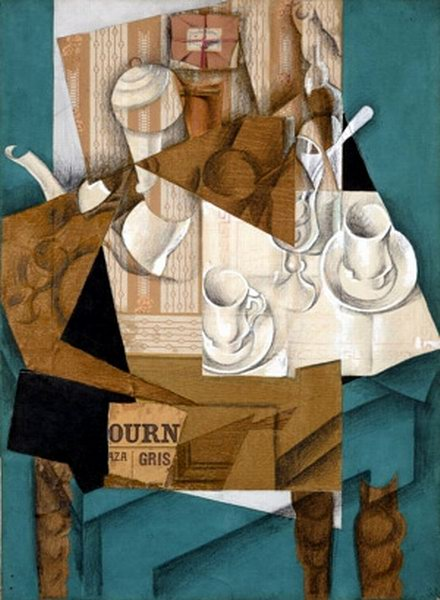
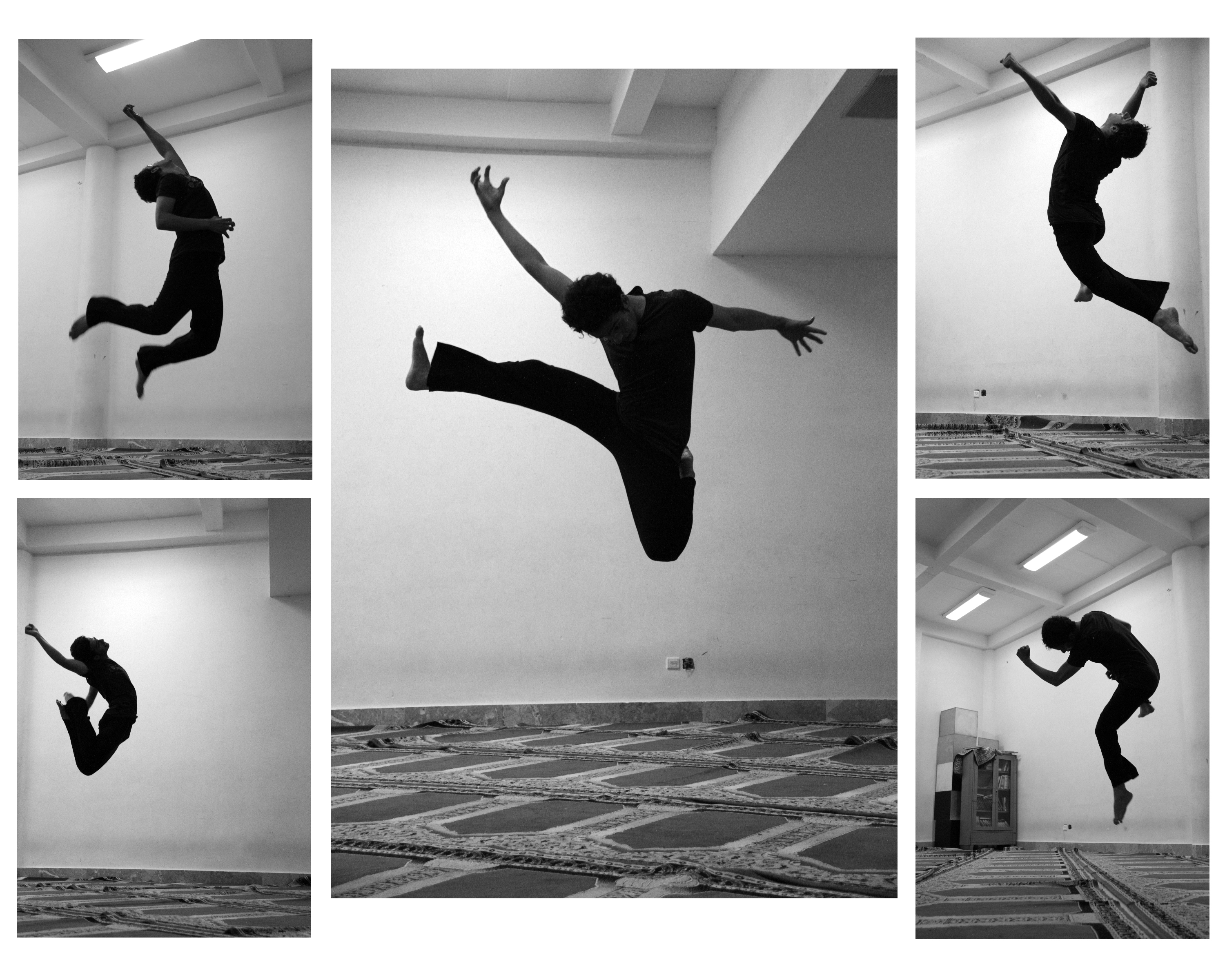
تکه چسبانی تمرین تئاتر
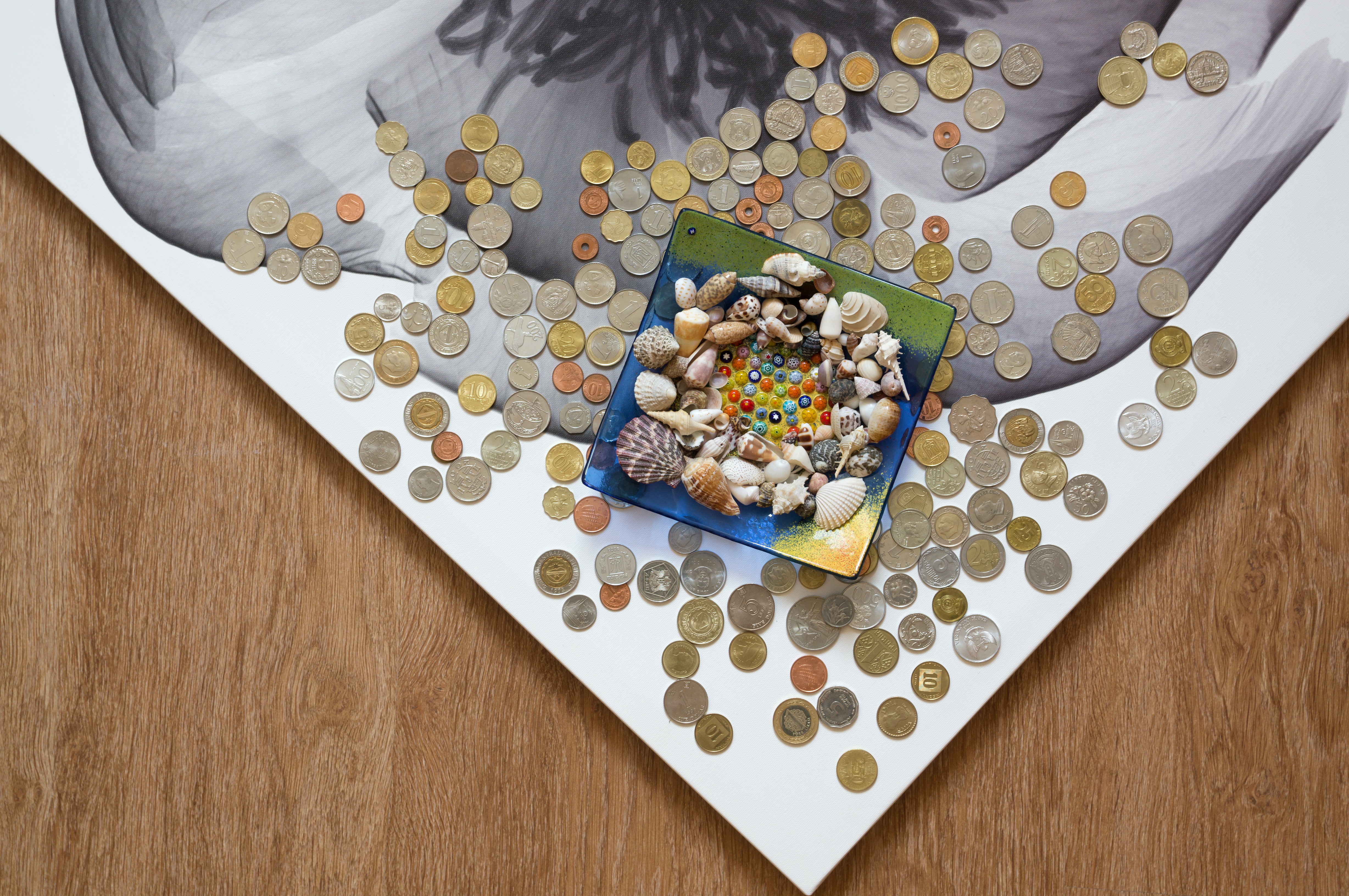
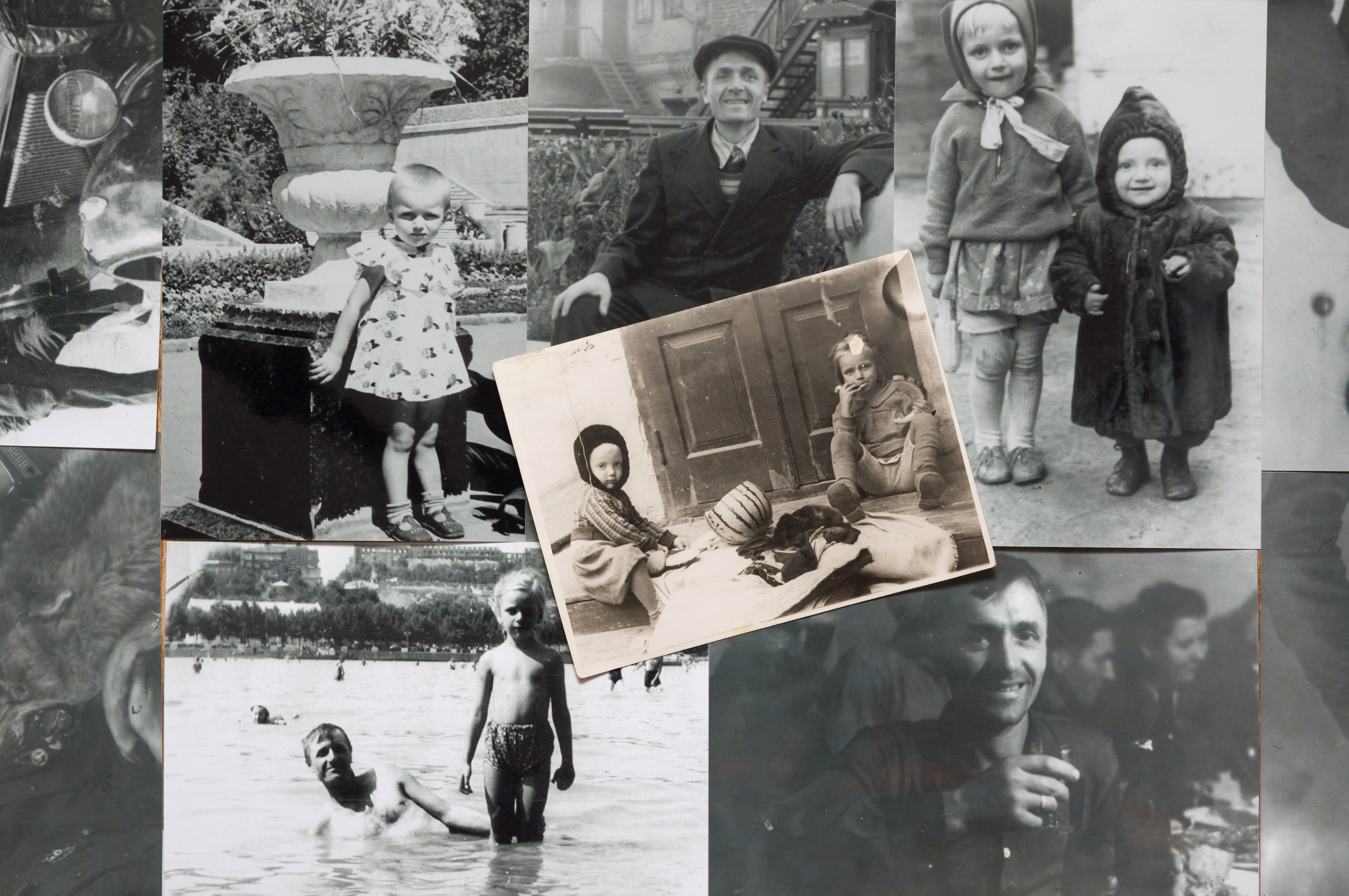